# Club Balonmano Ademar León
Club Balonmano Ademar León je španjolski rukometni klub iz Leóna. Natječe se u Ligi ASOBAL.

## Povijest
Klub je utemeljen 1956. godine. 1975. je godine ušao u 1. ligu. 1995./96. godine klub je prvi put zaigrao u jednom europskom klupskom natjecanju, Kupu gradova. Iduće sezone, 1996./97. osvojio je mjesto doprvaka, tako da je 1997./98. prvi put zaigrao u EHF-ovoj Ligi prvaka. 1999. i 2005. godine je klub osvojio svoje prve europske naslove, osvojivši Kup pobjednika kupova. 2007. godine mu to nije uspjelo, jer je izgubio u završnici od njemačkog predstavnika HSV-a.
Ademar León ima lokalna rivala, Valladolid.

## Športski uspjesi
- Španjolsko prvenstvo: (1)
  - prvaci: 2000./2001.
  - doprvaci: 1996./97., 1998./99., 1999./00. (liga, 3. u doigravanju)
  - treći: 1997./98., 2001./02., 2002./03., 2004./05., 2006./07., 2007./08., 2010./11.
- španjolski kup: (1)
  - 2000./2001.
- Kup ASOBAL:
  - osvajači: 1998./99., 2008./09.
  - finalisti: 1996./97., 1997./98., 2001./02.
- Superkup ASOBAL:
  - doprvaci: 2001./02., 2002./03.
- Kup pobjednika kupova:
  - osvajači: 1998./99., 2004./05.
  - finalisti: 2000./01., 2006./07.

## Poznati igrači
- Petar Metličić
- Ion Belaustegui
- Ivo Díaz
- Alberto Entrerríos
- Raúl Entrerríos
- Rubén Garabaya
- Juanín García
- Roberto García Parrondo
- Eric Gull
- José Javier Hombrados
- Kasper Hvidt
- Kristian Kjelling
- Demetrio Lozano
- Iker Romero
- Venio Losert
- Denis Buntić
- Magnus Andersson
- Staffan Olsson
- Tonči Valčić
- Matej Ašanin[1]

## Vanjske poveznice
- Službene klupske stranice
- | Logotip Zajedničkog poslužitelja | Zajednički poslužitelj ima još gradiva o temi Club Balonmano Ademar León |